# Augustin Pyramus de Candolle

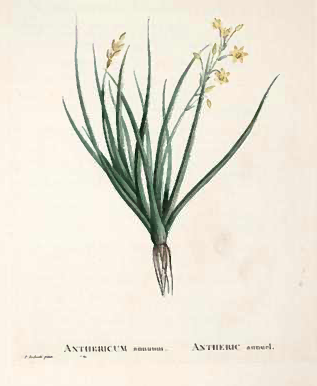
Anthericum annuum, ilustracja z Plantarum historia succulentarum

Augustin Pyrame de Candolle (ur. 4 lutego 1778 w Genewie, zm. 9 września 1841 tamże) – botanik szwajcarski. Zajmował się systematyką roślin kwiatowych, mszaków i grzybów. Twórca jednego z pierwszych systemów naturalnych klasyfikacji roślin, wprowadził termin taksonomii.

## Życiorys
Augustin Pyrame de Candolle urodził się 4 lutego 1778 roku w Genewie w rodzinie bankiera i radcy miejskiego Augustina de Candolle i jego żony Louise-Eléonore. Po studiach na uniwersytecie w Genewie, m.in. u Jeana-Pierre's Vauchera (1763–1841) i Jeana Senebiera (1742–1809), od 1798 roku studiował medycynę w Paryżu, m.in. anatomię u Georges'a Cuviera (1769–1832) i zoologię u Jeana-Baptisty de Lamarcka (1744–1829).
W 1803 roku został asystentem Cuviera w paryskim Collège de France. Lamarck powierzył mu aktualizację swojego dzieła Flore française, do którego de Candolle dodał 1300 gatunków, kierując się systematyką Antoine's Laurenta de Jussieu (1748–1836) niż systemem Lamarcka. W 1806 roku de Candolle otrzymał zlecenie od ministra ds. wewnętrznych Szampanii zbadania związku pomiędzy botaniką, rolnictwem i geografią na terenie całej Francji. Przeprowadzane badania (1806–12) były podstawą dla opublikowanej w 1813 roku teorii botaniki – Théorie élémentaire de la botanique. W 1808 roku objął katedrę botaniki na uniwersytecie w Montpellier.
W 1816 roku powrócił do Genewy, gdzie objął katedrę historii naturalnej (botaniki i zoologii) na uniwersytecie. Przyczynił się do otwarcia w 1817 roku genewskiego ogrodu botanicznego (fr. Jardin botanique des Bastions). De Candolle angażował się również społecznie, m.in. za jego zaangażowaniem powstało Société d'encouragement pour l'industrie nationale.
Augustin Pyrame de Candolle zmarł 9 września 1841 w Genewie.

## Działalność naukowa
Augustin de Candolle zajmował się przede wszystkim morfologią i fizjologią roślin. Stworzył jeden z pierwszych systemów naturalnych klasyfikacji roślin. Uważał, że to anatomia, a nie fizjologia roślin, powinna być jedyną podstawą ich klasyfikacji. W 1813 roku wprowadził termin taksonomii. System de Candolle's wraz z zasadami ewolucji naturalnej Charles'a Darwina stworzył podwaliny dla współczesnej teorii ewolucji roślin.
De Candolle interesował się także Agronomią, chemią roślin i farmakologią. Stworzył podwaliny dla geografii roślin – przeprowadził badania w Brazylii (1827), wschodnich Indiach (1829) i północnych Chinach (1834).
Jego syn Alphonse Louis Pierre Pyrame de Candolle (1806–1893) i wnuk Casimir Pyrame de Candolle (1836–1918) zostali również botanikami, a po śmierci Augustina kontynuowali jego prace nad systemem klasyfikacji wszystkich roślin – dziełem Prodromus systematis naturalis regni vegetabilis.

## Publikacje
- 1799–1803 Plantarum historia succulentarum = Histoire des plantes grasses[2]
- 1802 Monographie des Astragales[2]
- 1804 Essai sur les propriétés médicinales des plantes comparées avec leurs formes extérieures et leur classification naturelle[2]
- 1813 Théorie élémentaire de la botanique[2]
- 1818–1821 Regni Vegetabilis Systema Naturale[3]
- 1820 Essai élémentaire de géographie botanique[2]
- 1824–41 Prodromus systematis naturalis regni vegetabilis[2]

## Członkostwa, wyróżnienia i odznaczenia
- 1818 – wybrany na członka Niemieckiej Akademii Przyrodników Leopoldina (niem. Deutsche Akademie der Naturforscher Leopoldina)[6]
- 1827 – członek korespondencyjny Pruskiej Akademii Nauk[7]
- Członek korespondencyjny Rosyjskiej Akademii Nauk[8]